# AN/PEQ-2

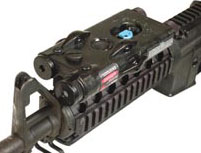
Автоматический карабин M4 с лазерным целеуказателем AN/PEQ-2

AN/PEQ-2 или ITPIAL (англ. Infrared Target Pointer/Illuminator/Aiming Laser) — универсальное прицельное приспособление для стрелкового оружия производства стран НАТО, представляющее из себя инфракрасный лазерный целеуказатель совмещённый в одном модуле с тактическим фонарем. Разработан американской компанией Insight Technology на основе боевого опыта, полученного во время операции «Буря в пустыне». Может быть эффективно использован на всех дистанциях общевойскового боя вплоть до 2000 метров. Использует стандартную для западного оружия систему крепления на основе планок Пикатинни и является одним из компонентов комплекта SOPMOD. Имеется информация об активной закупке этого вида прицелов как ВС США, так и коммерческими организациями.

## Конструкция
Совмещает в себе два источника ИК-излучения — один для освещения цели, второй для целеуказания. В силу этого может быть использован только в сочетании с прибором ночного видения, работающем в том же самом диапазоне. Оба источника излучения управляются с помощью одного шестипозиционного переключателя. Корпус водонепроницаемый, вплоть до глубины 20 метров (66 футов).

## Тактико-технические параметры
| Параметры:                                      | AN/PEQ-2 и 2A   | Model 5000      | Model 7000      |
| ----------------------------------------------- | --------------- | --------------- | --------------- |
| Длина волны лазерного целеуказателя, нм         | 830             | 830             | 635             |
| Полная мощность лазера целеуказателя, мВт       | 50              | 50              | 35              |
| Выходная мощность целеуказателя, мВт            | 25              | 25              | 15              |
| Расходимость пучка целеуказателя, мрад          | 0,3             | 0,3             | 0,3             |
| Длина волны тактического фонаря, нм             | 830             | 830             | 830             |
| Полная мощность лазера тактического фонаря, мВт | 50              | 150             | 50              |
| Выходная мощность тактического фонаря, мВт      | 30              | 90              | 30              |
| Расходимость пучка фонаря, мрад                 | 3,0             | 3,0             | 3,0             |
| Рабочий диапазон температур                     | -32 °C / +51 °C | -32 °C / +51 °C | -32 °C / +51 °C |
| Температурный диапазон хранения                 | -57 °C / +71 °C | -57 °C / +71 °C | -57 °C / +71 °C |
| Вес прицела, г                                  | 210             | 210             | 210             |
| Источник питания                                | 2×АА            | 2×АА            | 2×АА            |